# Gatilho
Gatilho com stecher  simples instalado 
na parte de trás. Tal dispositivo possibilita 
regular sua sensibilidade.
Gatilho é uma peça da arma de fogo que ao ser acionada, libera o cão ou percussor para o impacto na munição que se encontra dentro da câmara para efetuar o disparo.
As primeiras armas de fogo não tinham proteção para o gatilho (guarda-mato), que ficava livre, o que gerava acidentes. Mais tarde, devido ao aperfeiçoamento do equipamento, foi incluído o anel que protege o gatilho.

## Ação
Ação nas armas de fogo é o tipo de ação mecânica responsável pela ativação do sistema de disparo e/ou ciclo de municiamento.
Existem inúmeros tipos de mecanismos de ação, onde o termo "ação" se refere ao mecanismo (o gatilho, o cão e dispositivos de segurança considerados como uma unidade) ou à lógica de como ele é construído e como é usado. A primeira distinção entre os tipos de ação, é se ela é de tiro único ou de repetição, e nesse caso se a repetição se dará de fora manual, semiautomática ou automática. Depois disso, as ações são categorizados de acordo com as funções adicionais que o gatilho deve executar. Além de liberar o cão, um gatilho pode ser o responsável por também armar o cão, girar o tambor no caso de um revólver, desativar as seguranças passivas, selecionar entre fogo semiautomático e totalmente automático, como o Steyr AUG (ver gatilho progressivo), ou preparar um "gatilho de alta sensibilidade", em alemão stecher  e em inglês "hair trigger" (geralmente dois gatilhos enfileirados). A maioria das armas de fogo modernas usa o gatilho para desativar dispositivos de segurança passivos, mas isso não altera a forma como são identificados.
Em relação a atuação do gatilho nesse contexto, as armas de fogo dividem-se basicamente em armas de ação simples, ação dupla e dupla ação.

### Ação simples
Um gatilho de ação simples, em inglês "single-action" (SA), é o mecanismo mais antigo e simples de acionamento de uma arma de fogo. É chamado de "ação simples", porque ele executa apenas a ação de liberar o cão para disparar o tiro, enquanto a ação de armar o "cão", é executada por um outro movimento manual anterior. A maioria dos rifles e espingardas usam esse tipo de gatilho, com poucas exceções, como: o Armsel Striker e algumas escopetas como a Mossberg 590DA1.

### Ação dupla
Um gatilho de ação dupla, em inglês "double-action" (DA), quando é acionado, também é responsável por fazer o movimento de levantar o cão e com a continuidade do acionamento o cão é liberado e baterá na espoleta provocando o disparo do projétil. Assim, na ação dupla o gatilho exerce duas ações: a primeira de armar o cão e a segunda de liberação dele.

#### Ação dupla/ação simples
Nos revólveres mais modernos e nas pistolas, usa-se o termo "gatilho de ação dupla/ação simples", em inglês "double-action/single-action" (DA/SA), que normalmente denota uma arma combinando a capacidade de disparar tanto em ação dupla (no primeiro disparo) quanto em ação simples (do segundo disparo em diante), existindo também, dependendo da ação do usuário, a possibilidade de escolha de qual tipo de ação utilizar a partir do segundo disparo.

### Dupla ação
O termo "dupla ação" ou "dupla ação apenas", em inglês "double-action only" (DAO), denota um projeto que não tem mecanismo interno capaz de segurar o cão ou percussor na posição armada (semiautomáticas), ou "sem cão" (cão totalmente oculto) e/ou tem a "espora" usinada, impedindo o usuário de armar o cão (revólveres). No caso de pistolas semiautomáticas, uma ação DAO, tem a finalidade de evitar a mudança de comportamento do gatilho entre o primeiro e os demais acionamentos. Portanto as armas (DAO) não permitem que sejam disparadas no modo de ação simples (SA).